# Henry Markham
Henry Harrison Markham, född 16 november 1840 i Wilmington, New York, död 9 oktober 1923 i Pasadena, Kalifornien, var en amerikansk republikansk politiker.
Han flyttade till Wisconsin och deltog i amerikanska inbördeskriget i nordstatsarmén. Efter kriget studerade han juridik och flyttade 1879 till Kalifornien.
Han var ledamot av USA:s representanthus 1885-1887 och guvernör i Kalifornien 1891-1895.